# Missouri (stát)
Missouri (anglická výslovnost  [mɪˈzɜːri]IPA, oficiálně State of Missouri) je stát nacházející se v centrální části Spojených států amerických, v oblasti západních severních států ve středozápadním regionu USA. Missouri hraničí na severu s Iowou, na východě s Illinois, na jihovýchodě s Kentucky a Tennessee, na jihu s Arkansasem, na jihozápadě s Oklahomou, na západě s Kansasem a na severozápadě s Nebraskou.

## Historie
První evropští průzkumníci se do oblasti Missouri dostali v poslední čtvrtině 17. století. Následně se region stal součástí Nové Francie. Byl pojmenován podle řeky Missouri, jež svoje jméno získala od domorodců mluvících miamsko-illinoiským jazykem, kteří místní indiánský kmen označovali jako ouemessourita (tj. „ti, kteří mají vydlabané kánoe“). Na základě výsledku sedmileté války se území Missouri v roce 1762 stalo součástí Nového Španělska a začaly zde pomalu vznikat první osady. Do francouzských rukou se region vrátil v roce 1800 a byl začleněn do Louisiany. Tu ovšem o tři roky později koupily Spojené státy. Území Missouri bylo od roku 1805 částí louisianského distriktu, resp. louisianského teritoria, které bylo roku 1812 přejmenováno na missourské teritorium. Z jeho jihovýchodní části, která byla vyčleněna, se 10. srpna 1821 stalo Missouri, 24. stát USA. Původně měl však nový stát poněkud menší rozlohu, protože celá západní hranice byla tvořena naprosto přímou linií. Teprve poté co roku 1836 došlo k realizaci tzv. Plattské koupě (Platte Purchase), získal, roku 1837, stát Missouri svoje současné hranice. Při této akci bylo Federální vládou od indiánských kmenů odkoupeno, za 7500 dolarů, území o rozloze 8156 km² v sousedství původního severozápadního rohu území státu Missouri. Tato akce získala název podle řeky Platte, která územím protéká.

## Geografie
Se svou rozlohou 180 533 km² je Missouri 21. největším státem USA, v počtu obyvatel (6,1 milionů) je osmnáctým nejlidnatějším státem a s hodnotou hustoty zalidnění 34 obyvatel na km² je na 30. místě. Hlavním městem je Jefferson City se 45 tisíci obyvateli. Největšími městy jsou Kansas City se 480 tisíci obyvateli, dále St. Louis (320 tisíc obyv.), Springfield (170 tisíc obyv.), Columbia (120 tisíc obyv.) a Independence (120 tisíc obyv.). Nejvyšším bodem státu je vrchol Taum Sauk Mountain s nadmořskou výškou 540 m v pohoří St. Francois Mountains. Největšími toky jsou řeky Mississippi, která tvoří hranici s Illinois, Kentucky a Tennessee, a Missouri, která vytváří hranici s Nebraskou a částečně také s Kansasem.

## Obyvatelstvo
Podle sčítání lidu z roku 2010 zde žilo 5 988 927 obyvatel. Z hlediska historie je podstatný soutok dvou největších amerických řek - Missouri, po níž je pojmenován stát, a Mississippi poblíž města St. Louis. Nejjižnější část státu a okolo Mississippi patří do klimaticky subtropické oblasti, a proto zde existovaly velké plantáže a dodnes na venkově žije nejvíce Afroameričanů. Ti jsou početní i v St. Louis a Kansas City. Ve střední části státu se hlavně v 19. století usazovali původem němečtí osadníci, kteří ovlivňovali zdejší kulturu. V pomyslném severním a jižním pásu převažují osadníci anglického a obecně britského původu, kteří si především v Ozark Mountains udržovali svébytnou kulturu, která se přelila nejen do hudebního stylu country, typického pro americký „Southern Upland“. Existují i ostrůvky obyvatel převážně francouzského původu, což je památka na trappery a původně francouzskou Louisianu, zabírající celou dnešní střední část USA, kterou federaci třinácti kolonií prodal císař Napoleon Bonaparte.

### Rasové složení
- 82,8 % Bílí Američané
- 11,6 % Afroameričané
- 00,5 % Američtí indiáni
- 01,6 % Asijští Američané
- 00,1 % Pacifičtí ostrované
- 01,3 % Jiná rasa
- 02,1 % Dvě nebo více ras

Obyvatelé hispánského nebo latinskoamerického původu, bez ohledu na rasu, tvořili 3,5 % populace.

### Náboženství
- křesťané – 83 %
  - protestanti – 62 %
    - baptisté – 23 %
    - metodisté – 8 %
    - luteráni - 4 %
    - episkopální církve - 4 %
    - jiní protestanti – 23 %

  - římští katolíci – 20 %
  - jiní křesťané – 1 %
- jiná náboženství – 1 %
- bez vyznání – 16 %

### Slavné osobnosti z Missouri
V Missouri, konkrétně ve městě Lamar, se narodil 33. prezident Spojených států Harry S. Truman, jeden z nejvýznamnějších amerických prezidentů 20. století. Tento „malý muž z Missouri", jak mu Američané přezdívali, si získal respekt nejen svým skromným vystupováním (pocházel z chudého farmářského prostředí a nikdy nestudoval na vysoké škole), ale i rozhodnou ekonomickou a zahraniční politikou, stejně jako např. neústupným prosazováním práv Afroameričanů.
Nejznámějšími osobnostmi v oblasti hudby, jež přišly na svět v Missouri, jsou kupř. zpěvačka Tina Turner, kytarista a propagátor rocku Chuck Berry, devítinásobná držitelka ceny Grammy Sheryl Crow či rapper Eminem.
V roce 1835 se ve městě Florida narodil jeden z největších amerických spisovatelů Mark Twain (vlastním jménem Samuel Langhorne Clemens), jenž dal světové literatuře díla jako Dobrodružství Toma Sawyera z roku 1876 nebo Dobrodružství Huckleberryho Finna z roku 1884. Obě díla se odehrávají ve městě Hannibal, nacházejícího se na severovýchodě Missouri. Ve městě St. Louis se narodil spisovatel T. S. Eliot či dramatik Tennessee Williams. Ve městě Affton se v roce 1952 narodil filmový herec John Goodman, který se objevil např. ve filmu Pomsta šprtů nebo ve snímku filmu bratrů Coenových Big Lebowski.

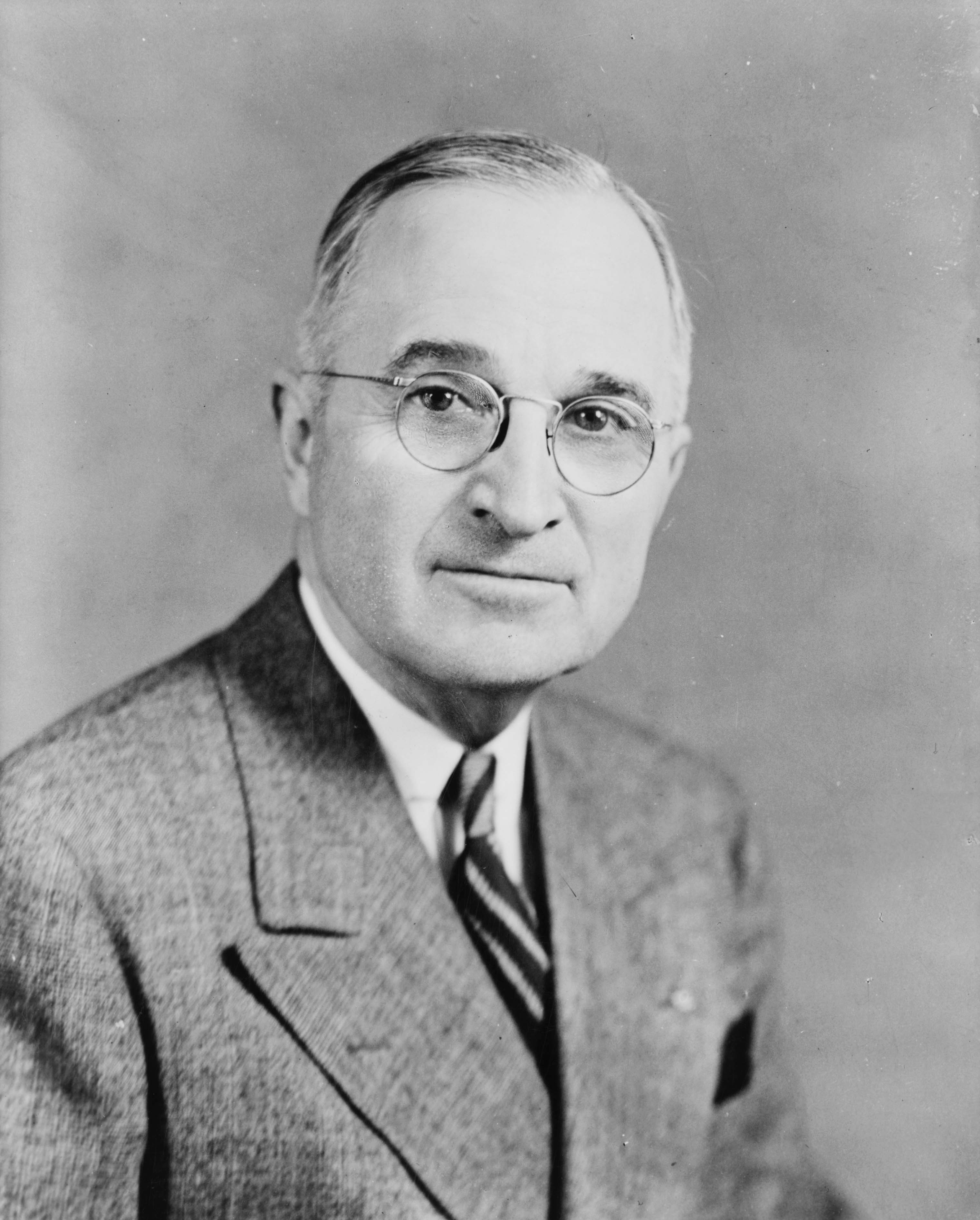
Prezident Harry Truman na fotografii z roku 1945
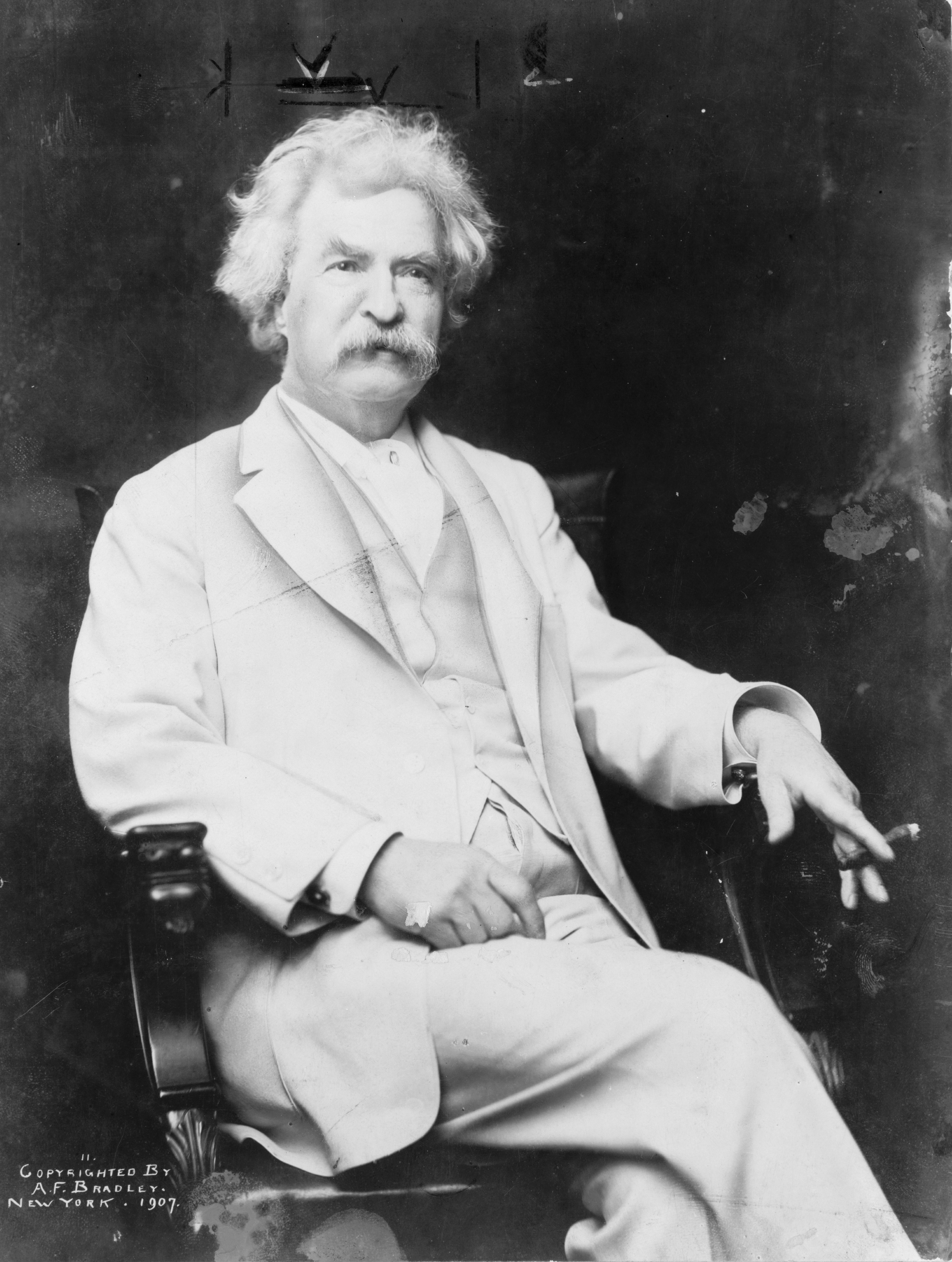
Spisovatel Mark Twain, který do Missouri zasadil děj svých dvou nejslavnějších románů